# Bassania foingi
Bassania foingi är en fjärilsart som beskrevs av Paul Dognin 1897. Bassania foingi ingår i släktet Bassania och familjen mätare. Inga underarter finns listade i Catalogue of Life.